# Cristóbal (Salamanca)
Cristóbal es un municipio y localidad española de la provincia de Salamanca, en la comunidad autónoma de Castilla y León. Se integra dentro de la comarca de la Sierra de Béjar. Pertenece al partido judicial de Béjar.
Su término municipal está formado por un solo núcleo de población, ocupa una superficie total de 22,08 km² y, según el censo del INE de 2024, cuenta con una población de 162 habitantes.

## Historia

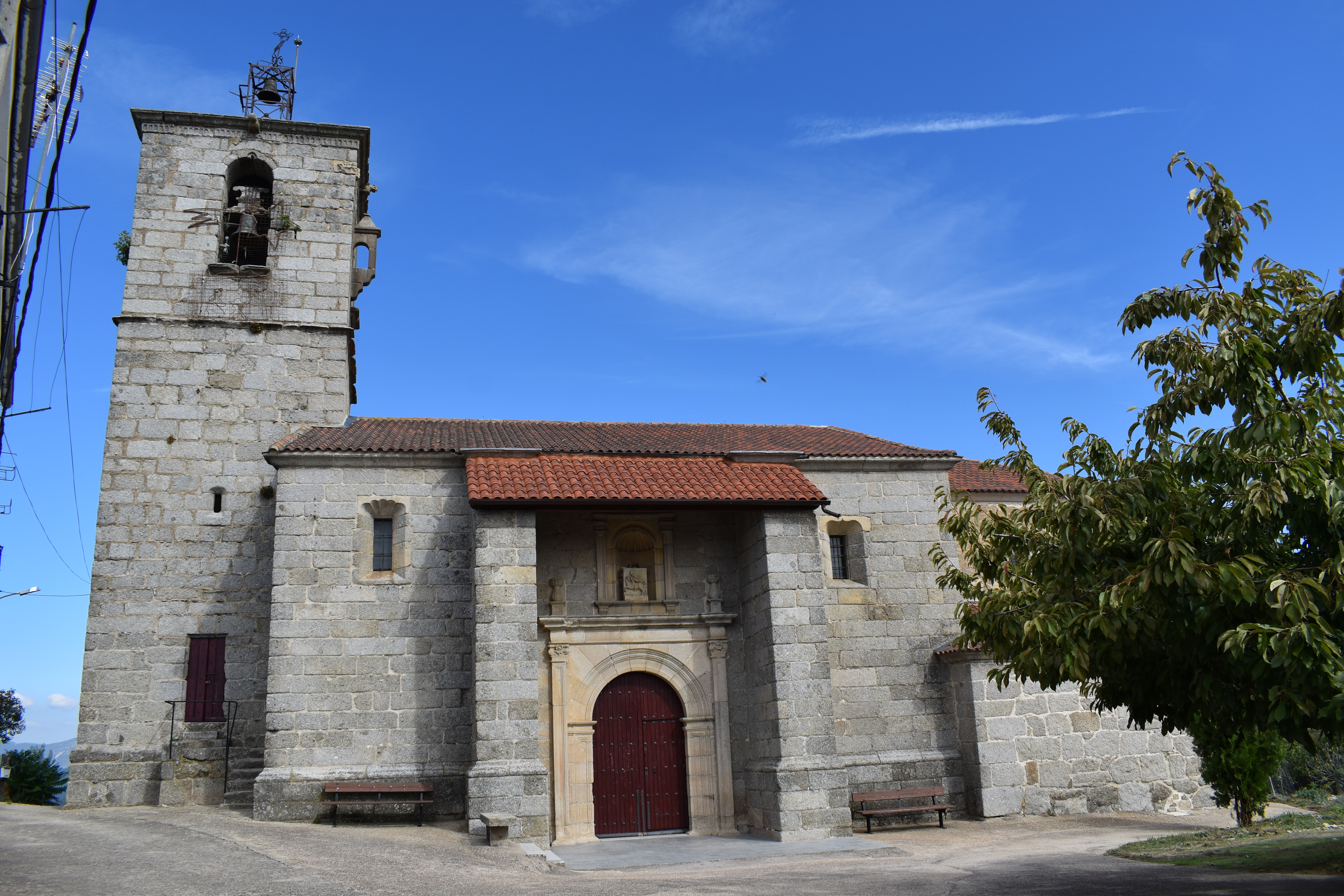
Iglesia de San Martín

Los primeros vestigios de presencia humana en el municipio se sitúan en la Prehistoria, al haberse encontrado varios grabados rupestres en granito en la zona de Los Castillos, datados en la Edad del Bronce. Asimismo, tanto en dicho asentamiento como en el de La Corona, cerca de la desembocadura del río Sangusín en el Alagón, se habrían asentado posteriormente sendos castros. Posteriormente, en época romana, la presencia humana se atestigua por los indicios de minería de la época en las zonas de las Peñas del Ituero y la Toroza, habiendo aparecido en el término restos de escorias de minería romana y cerámicas de esa misma época.
Ya en época visigoda, el mejor ejemplo del asentamiento humano en el municipio es la necrópolis formada por varios sepulcros antropomorfos que se ubican cerca del límite de Cristóbal con Santa María de los Llanos. Sin embargo, la fundación de Cristóbal como localidad no se dará hasta la repoblación llevada a cabo por el rey Alfonso IX de León en torno a 1227, cuando este monarca creó el concejo de Montemayor del Río, en el que quedó integrado Cristóbal, dentro del Reino de León, debiendo su nombre a la persona que dirigió la repoblación de la localidad.
En la Edad Moderna, tras la elevación del Señorío de Montemayor a Marquesado en 1538 por parte de Carlos I de España, Cristóbal continuó adscrito a la jurisdicción montemayorense, dentro del Cuarto de Hojeda. En el siglo XIX, durante la guerra de independencia las tropas napoleónicas saquearon la localidad en julio de 1809.
Con la creación de las actuales provincias en 1833, Cristóbal fue englobado en la provincia de Salamanca, dentro de la Región Leonesa. Hasta el Concordato de 1851 la población perteneció a la Diócesis de Coria, pasando entonces a la de Salamanca. Ya en el siglo XX, cabe destacar el paso por la localidad del rey Alfonso XIII de España en junio de 1922, cuando se dirigía hacia Béjar desde Las Hurdes.

## Geografía humana

### Demografía
Cuenta con una población de 162 habitantes (INE 2024).
| Gráfica de evolución demográfica de Cristóbal entre 1842 y 2021                                                       |
| |
| Población de derecho según los censos de población del INE. Población de hecho según los censos de población del INE. |

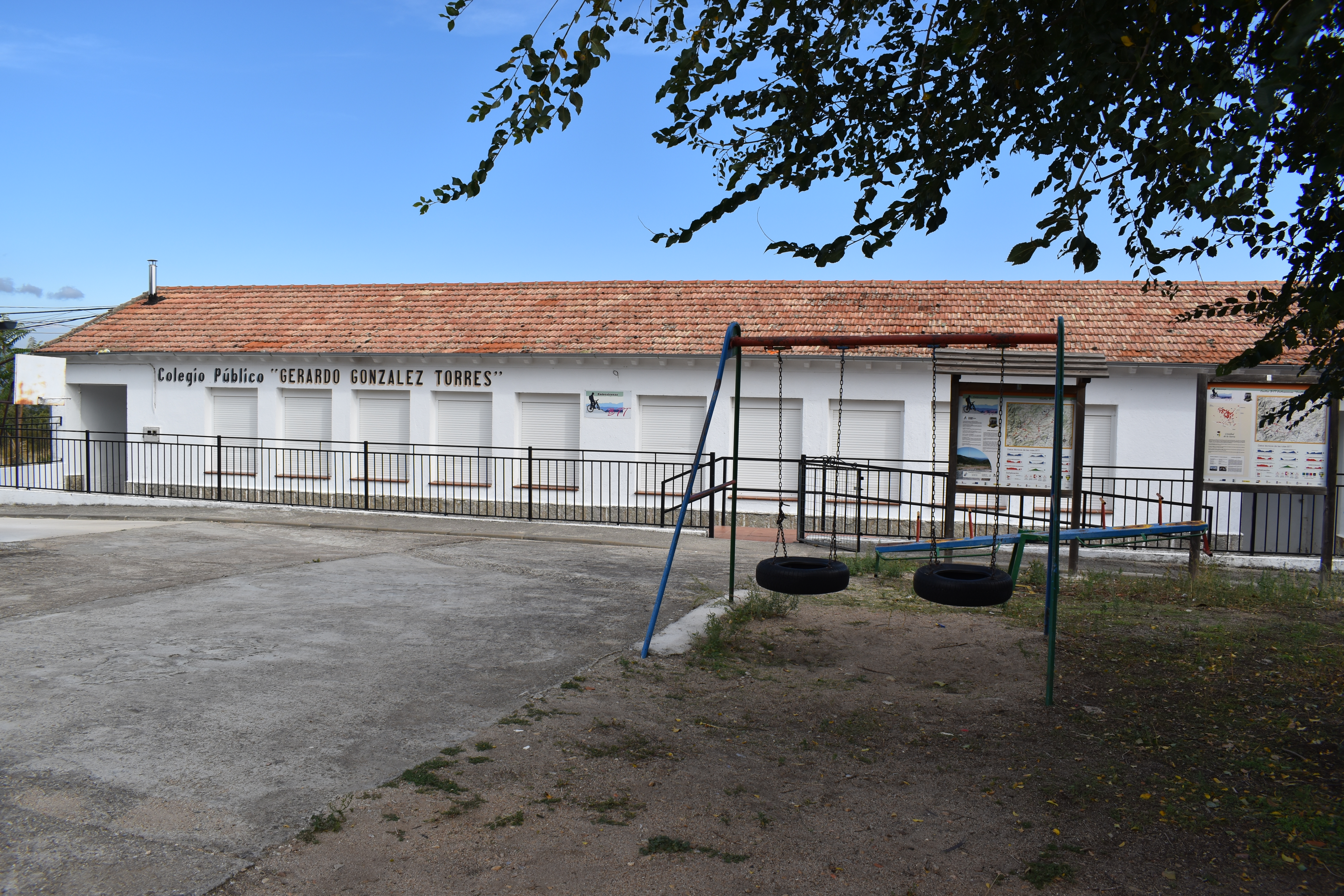
Colegio Gerardo González Torres

Según el Instituto Nacional de Estadística, Cristóbal tenía a, 31 de diciembre de 2019, una población total de 157 habitantes, de los cuales 90 eran hombres y 67 mujeres. Respecto al año 2000, el censo refleja 254 habitantes, de los cuales 130 eran hombres y 124 mujeres. Por lo tanto, la pérdida de población en el municipio para el periodo 2000-2019 ha sido de 97 habitantes, un 38% de descenso.

### Transporte
Cristóbal es uno de los municipios del sur rural de Salamanca mejor comunicados, ya que es atravesado en sentido noroeste-sureste por la carretera SA-220 que une Béjar con Ciudad Rodrigo y que permite además acceder de forma rápida en el entorno de La Calzada de Béjar a la autovía Ruta de la Plata, que une Gijón con Sevilla, facilitando las comunicaciones con el resto del país. Además en el propio municipio nace la SA-214 que lo une con Guijuelo, la carretera N-630 y un nuevo acceso a la citada autovía. 
En cuanto al transporte público se refiere, tras el cierre de la ruta ferroviaria de la Vía de la Plata, que pasaba por los municipios de Béjar y Guijuelo y contaba con estaciones en ambos, no existen servicios de tren en el municipio ni en los vecinos, ni tampoco línea regular con servicio de autobús, siendo la estación de autobús más cercana la de Béjar en cuanto a kilómetros se refiere pero empleándose menos tiempo a la de Guijuelo. Por otro lado el aeropuerto de Salamanca es el más cercano, estando a unos 74km de distancia.

## Administración y política

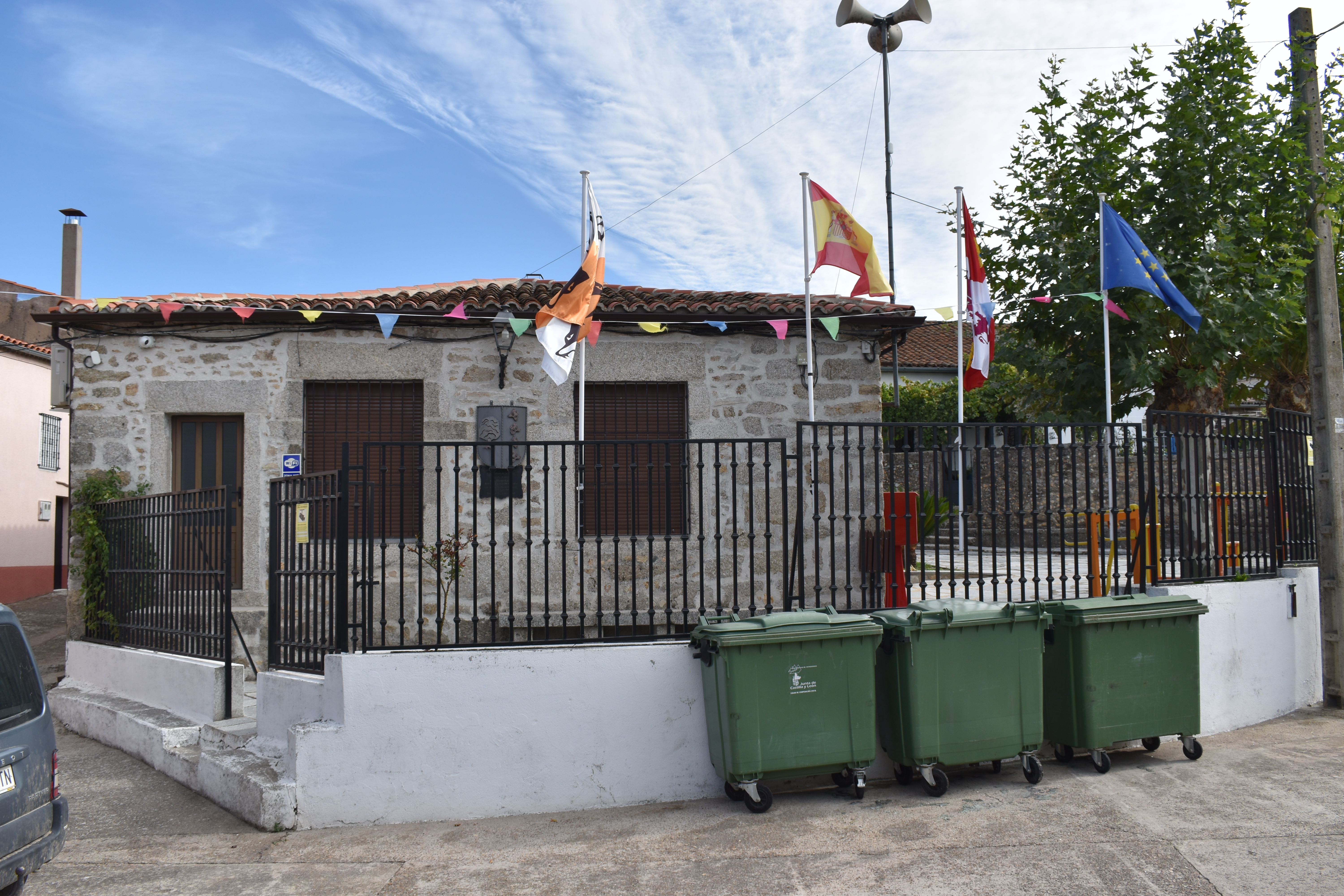
Casa consistorial

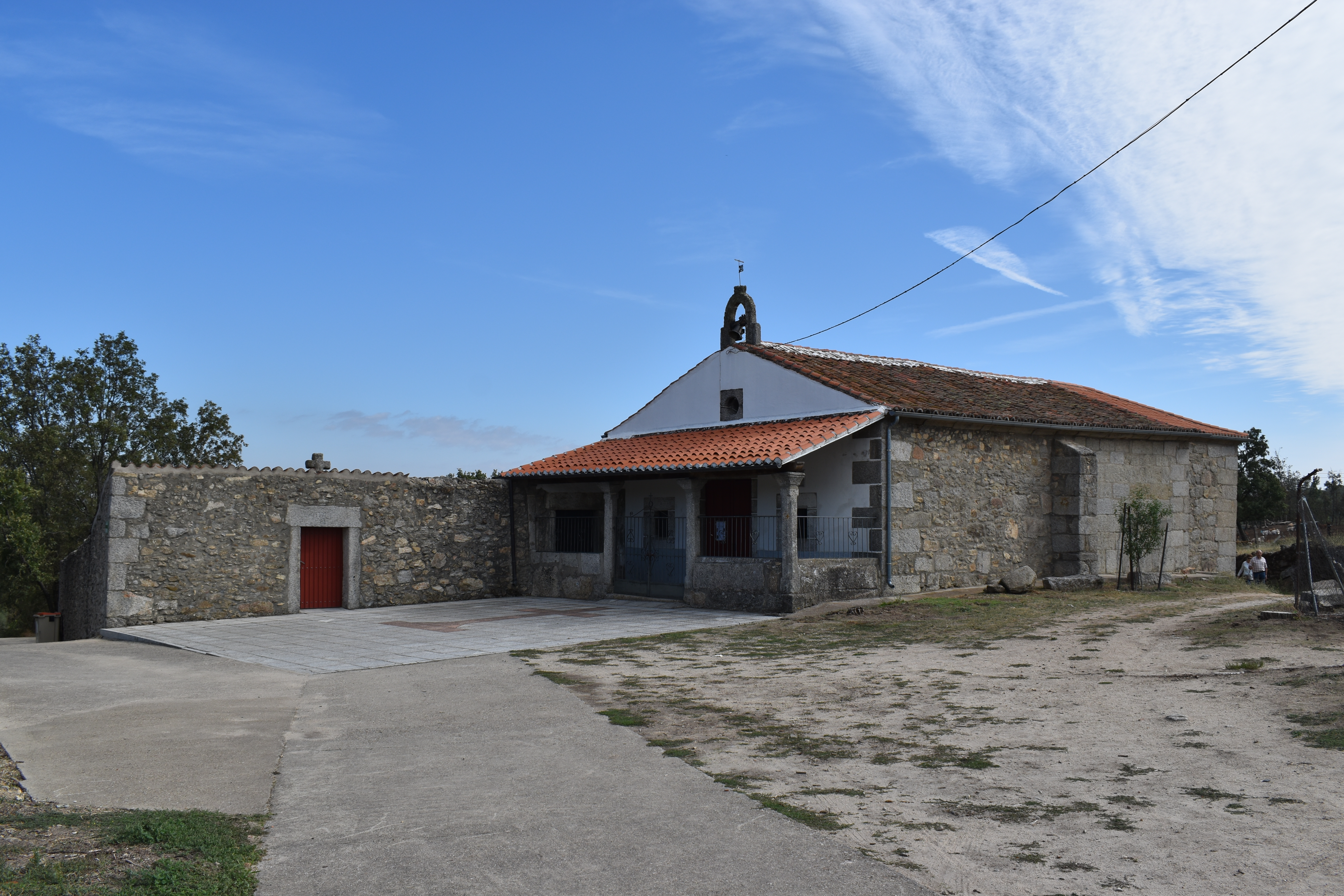
Ermita del Santo Cristo y cementerio

| Partido político                         | 2019  | 2019  | 2019       | 2015  | 2015  | 2015       | 2011  | 2011  | 2011       | 2007  | 2007  | 2007       | 2003  | 2003  | 2003       |
| Partido político                         | %     | Votos | Concejales | %     | Votos | Concejales | %     | Votos | Concejales | %     | Votos | Concejales | %     | Votos | Concejales |
| Partido Socialista Obrero Español (PSOE) | 75,47 | 80    | 5          | 76,32 | 87    | 5          | 60,74 | 82    | 4          | 59,75 | 95    | 4          | 80,86 | 131   | 6          |
| Partido Popular (PP)                     | 19,81 | 21    | 0          | 10,53 | 12    | 0          | 37,04 | 50    | 1          | 35,22 | 56    | 1          | 17,90 | 29    | 1          |